# Aldeno
Aldeno település Olaszországban, Trento megyében. Lakosainak száma 3228 fő (2023. január 1.). Aldeno Besenello, Cimone, Garniga Terme, Nomi, Pomarolo és Trento községekkel határos.

## Népesség
A település népességének változása:
| Lakosok száma | 3039 | 3133 | 3228 |
|               | 2017 | 2018 | 2023 |